# Aleksandr Vasiljevitj Fomin
Aleksandr Vasiljevitj Fomin, född 2 maj 1869 i Saratov oblast, Kejsardömet Ryssland, död 	16 oktober 1935  i Kiev, var en rysk/sovjetisk botaniker som studerade ormbunksväxter och fröväxter.
Auktorsnamnet Fomin kan användas för Aleksandr Vasiljevitj Fomin i samband med ett vetenskapligt namn inom botaniken; se Wikipediaartiklar som länkar till auktorsnamnet.